# Abaza nyelv
Az abaza nyelv (Абаза Бызшва/Abaza Byzšwa) az Észak-Kaukázusban, a Karacsáj-Cserkesz Köztársaságban élő abazák nyelve. A nyelv két nyelvjárásra oszlik, melyek a tapanta és a skaraua, melyek közül az előbbi lett 1932-ben a hivatalos nyelv alapja. Legközelebbi rokona az abház nyelv.
A nyelvet kb. 35 000-en beszélik Oroszországban, ahol írására egy módosított cirill írást használnak, és kb. 10 000-en használják Törökországban, ahol latin írással írják.
A nyelv jellemzője, hogy rendkívül sok mássalhangzó-fonémát (63) használ, ezzel szemben csak két magánhangzót. Ragozó nyelv.
Legismertebb kutatói: AW. S. Allen, Brian O'Herin, és John Colarusso.